# San Martín, Tecoanapa
San Martín är en ort i Mexiko.   Den ligger i kommunen Tecoanapa och delstaten Guerrero, i den södra delen av landet, 250 km söder om huvudstaden Mexico City. San Martín ligger 274 meter över havet och antalet invånare är 218.
Terrängen runt San Martín är huvudsakligen kuperad. San Martín ligger nere i en dal. Runt San Martín är det ganska tätbefolkat, med 65 invånare per kvadratkilometer. Närmaste större samhälle är Colotepec, 15,7 km sydost om San Martín. I omgivningarna runt San Martín växer huvudsakligen savannskog.